# بنفشه نانوایی
 بنفشه نانوایی(نام علمی: Viola bakeri) نام یک گونه از سرده بنفشه است.